# REC (2011년 영화)
"REC"는 2011년에 개봉한 대한민국의 영화이다.

## 캐스팅
- 송삼동 : 송영준 역
- 조혜훈 : 서준석 역